# بینگام (مین)
بینگام (به انگلیسی: Bingham) یک منطقهٔ مسکونی در ایالات متحده آمریکا است که در شهرستان سامرست، مین واقع شده‌است. بینگام ۹۱٫۴۸ کیلومتر مربع مساحت و ۹۲۲ نفر جمعیت دارد و ۲۲۲ متر بالاتر از سطح دریا واقع شده‌است.